# Iphimedia hedgpethi
Iphimedia hedgpethi är en kräftdjursart som först beskrevs av J. L. Barnard 1969.  Iphimedia hedgpethi ingår i släktet Iphimedia och familjen Iphimediidae. Inga underarter finns listade i Catalogue of Life.